# Bathybahamas charlenae
Bathybahamas charlenae is een borstelworm uit de familie Polynoidae. Het lichaam van de worm bestaat uit een kop, een cilindrisch, gesegmenteerd lichaam en een staartstukje. De kop bestaat uit een prostomium (gedeelte voor de mondopening) en een peristomium (gedeelte rond de mond) en draagt gepaarde aanhangsels (palpen, antennen en cirri).
Bathybahamas charlenae werd in 1985 voor het eerst wetenschappelijk beschreven door Pettibone.